# 微形小海螂
微形小海螂（学名：Leptomya munuta），是帘蛤目唱片蛤科小海螂属的一种。主要分布于中国大陆，常栖息在潮间带50米以内。